# William Maxwell (5e comte de Nithsdale)
Pour les articles homonymes, voir William Maxwell et Maxwell.
William Maxwell, 5e comte de Nithsdale (1676 - 2 mars 1744), est un noble catholique écossais qui participe au soulèvement jacobite de 1715 et est déchu de ses titres. Cependant, Lord Nithsdale s’évade de la Tour de Londres en changeant de vêtements avec la femme de chambre de son épouse la veille de son exécution. La seigneurie de Herries of Terregles est ensuite restituée à ses descendants.

## Biographie
Il est le fils aîné de Robert, quatrième comte de Nithsdale (1627 / 8-1683) et de Lady Lucie Douglas (décédée en 1713), fille de William Douglas (1er marquis de Douglas). Il est probablement né au château de Terregles, près de Dumfries. À la mort prématurée de son père, il est élevé par sa mère, la comtesse douairière, qui l'éduque de manière à devenir un catholique fidèle et dévot et un partisan de la cause Stuart. 
À l'âge de 21 ans, en 1697, il se rend à la cour jacobite de Saint-Germain pour prêter allégeance au roi exilé Jacques II, où il rencontre sa future épouse, Lady Winifred Herbert, fille de William Herbert (1er marquis de Powis). Après leur mariage à Saint-Germain en 1699, ils s'installent à son siège familial à Terregles. En tant que catholique éminent dans les Lowlands à prédominance Covenantaire, il est à plusieurs reprises l'objet d'agressions presbytériennes sur son domaine, soupçonné d'héberger des jésuites. 
Malgré sa discrétion, il est longtemps soupçonné de sympathie jacobite. Lors du soulèvement jacobite de 1715, après quelques hésitations, il proclame Jacques III à Dumfries et à Jedburgh, avant de rejoindre les forces principales jacobites à Hexham dirigées par le général Thomas Forster. Nithsdale est capturé à Preston avec d'autres dirigeants jacobites, reconnu coupable de trahison et condamné à mort. La veille du jour fixé pour son exécution (le 24 février 1716), il s'évade de la Tour de Londres aidé par sa comtesse audacieuse et dévouée, qui a été admise dans sa chambre. En échangeant des vêtements avec la femme de chambre de sa femme, il échappe à l'attention de ses gardes. Il s'enfuit à Rome, où il vit avec sa femme jusqu'à sa mort . 